# 2022年長崎県知事選挙
2022年長崎県知事選挙（2022ねんながさきけんちじせんきょ）は、2022年（令和4年）2月20日に投開票が行われた長崎県知事を選出するための選挙。

## 概要
中村法道の任期満了（2022年3月1日）に伴い実施。

## 選挙日程
- 告示日 - 2022年2月3日
- 投開票日 - 2022年2月20日

## 立候補者
（立候補届け出順）
| 氏名                           | 年齢 | 政党   | 現新 | 職業・肩書                                                | ホームページ |
| ------------------------------ | ---- | ------ | ---- | --------------------------------------------------------- | --- |
| 中村法道 （なかむら ほうどう） | 71   | 無所属 | 現   | 長崎県知事（現職） 元長崎県副知事                         | 中村ほうどう オフィシャルサイト 中村ほうどうチャンネル - Twitter 中村ほうどうfacebookページ ほうどうチャンネル - Instagram |
| 大石賢吾 （おおいし けんご）   | 39   | 無所属 | 新   | 医師 元厚生労働省医系技官                                 | 大石けんご オフィシャルサイト 大石けんご - Twitter                                                                         |
| 宮澤由彦 （みやざわ よしひこ） | 54   | 無所属 | 新   | 食品コンサルティング会社社長 元日本生活協同組合連合会職員 | 宮沢よしひこオフィシャルサイト｜ワクワク長崎 ワクワク長崎 宮沢よしひこ - Twitter                                           |

### 立候補が取り沙汰された人物
- 山本啓介 - 長崎県議会議員（壱岐市選出）
  - 立候補を検討していると報じられたが[3]、見送った[4]。
- 赤木幸仁[5] - 長崎県議会議員（長崎市選出）
  - 立候補を検討していると報じられたが[6]、見送った[7]。

### 立候補を取りやめた人物
- 田中隆治 - 元神戸大学助手
  - 1月13日、会見で立候補を表明したが[8]、2月2日に長崎県選挙管理委員会に出馬を取りやめる意向を伝えた[9]。
- 寺田浩彦 - NPO代表
  - 1月12日、会見で立候補を表明したが[10]、告示日に立候補の届け出はなかった。

## タイムライン
2021年
- 10月7日 - 長崎県選挙管理委員会が選挙日程について、『告示日：2022年2月3日、投票日：2022年2月20日』と決定[11]。
- 12月21日 - 現職の中村が県議会本会議で立候補を表明[12]。同日、大石も会見で立候補を表明[13]。
- 12月23日 - 宮澤が会見で立候補を表明[14]。

## 政党・団体の対応
- 自由民主党長崎県連は中村と大石から推薦願を受け2021年12月の常任総務会で新人の大石の推薦を決定した[15]。しかし、大石の推薦に反発した一部の国会議員・県議会議員は独自に中村の支持に回った[16]。
- 長崎県内の21市町長すべてが現職の中村の推薦を決定した[17]。
- 長崎県農政連盟は、現職の中村の推薦を決定した[18]。
- 長崎県医師連盟と長崎県薬剤師連盟は、新人の大石の推薦を決定した[18]。
- 日本共産党長崎県委員会などで作る「民主県政をつくる会」は、2021年12月、宮澤を自主的に支援すると表明[19]。
- 長崎県内最大の労働団体である連合長崎は、2022年1月、執行委員会を開き、現職の中村の推薦を決定[20]。
- 立憲民主党長崎県連と国民民主党長崎県連は、いずれも現職の中村を支持することを決めた[21]。
- 日本維新の会は、2022年1月に大石の推薦を決定した[22]。
- 公明党・社民党長崎県連は、自主投票とした[23][24]。

## 開票結果
各候補の得票率
投開票の結果、新人の大石が中村を541票差の接戦の末破り、初当選を果たした。
※当日有権者数：1,106,346人 最終投票率：47.83%（前回比：+11.80pts）
| 候補者名 | 年齢 | 所属党派 | 新旧別 | 得票数    | 得票率 | 推薦・支持                                 |
| -------- | ---- | -------- | ------ | --------- | ------ | ------------------------------------------ |
| 大石賢吾 | 39   | 無所属   | 新     | 239,415票 | 45.60% | 自由民主党長崎県連・日本維新の会推薦       |
| 中村法道 | 71   | 無所属   | 現     | 238,874票 | 45.49% | 立憲民主党長崎県連・国民民主党長崎県連支持 |
| 宮澤由彦 | 54   | 無所属   | 新     | 46,794票  | 8.91%  |                                            |

| 市町       | 大石賢吾 | 大石賢吾 | 中村法道 | 中村法道 | 宮澤由彦 | 宮澤由彦 |
| 市町       | 得票     | %        | 得票     | %        | 得票     | %        |
| ---------- | -------- | -------- | -------- | -------- | -------- | -------- |
| 合計       | 239,415  | 45.60%   | 238,874  | 45.49%   | 46,794   | 8.91%    |
| 長崎市     | 79,754   | 51.67%   | 58,688   | 38.02%   | 15,912   | 10.31%   |
| 佐世保市   | 40,629   | 47.45%   | 36,436   | 42.56%   | 8,552    | 9.99%    |
| 島原市     | 4,310    | 25.46%   | 11,451   | 67.63%   | 1,170    | 6.91%    |
| 諫早市     | 22,886   | 43.24%   | 25,282   | 47.77%   | 4,761    | 9.00%    |
| 大村市     | 16,755   | 45.67%   | 16,282   | 44.38%   | 3,647    | 9.94%    |
| 平戸市     | 5,991    | 42.50%   | 7,135    | 50.62%   | 969      | 6.87%    |
| 松浦市     | 3,719    | 41.55%   | 4,533    | 50.65%   | 698      | 7.80%    |
| 対馬市     | 4,343    | 29.05%   | 9,983    | 66.78%   | 622      | 4.16%    |
| 壱岐市     | 5,029    | 41.58%   | 6,367    | 52.65%   | 698      | 5.77%    |
| 五島市     | 12,460   | 66.40%   | 5,650    | 30.11%   | 656      | 3.50%    |
| 西海市     | 5,358    | 43.70%   | 5,976    | 48.74%   | 927      | 7.56%    |
| 雲仙市     | 6,321    | 36.00%   | 10,310   | 58.72%   | 927      | 5.28%    |
| 南島原市   | 4,330    | 21.59%   | 14,799   | 73.80%   | 925      | 4.61%    |
| 長与町     | 8,483    | 49.75%   | 6,635    | 38.91%   | 1,932    | 11.33%   |
| 時津町     | 5,483    | 50.38%   | 4,419    | 40.60%   | 981      | 9.01%    |
| 東彼杵町   | 1,285    | 35.35%   | 1,943    | 53.45%   | 407      | 11.20%   |
| 川棚町     | 1,815    | 32.81%   | 2,464    | 44.54%   | 1,253    | 22.65%   |
| 波佐見町   | 2,241    | 36.94%   | 3,127    | 51.54%   | 699      | 11.52%   |
| 小値賀町   | 427      | 27.57%   | 1,030    | 66.49%   | 92       | 5.94%    |
| 佐々町     | 2,198    | 43.75%   | 2,321    | 46.20%   | 505      | 10.05%   |
| 新上五島町 | 5,598    | 55.41%   | 4,043    | 40.02%   | 461      | 4.56%    |